# Торноло
Торноло је насеље у Италији у округу Парма, региону Емилија-Ромања.
Према процени из 2011. у насељу је живело 197 становника. Насеље се налази на надморској висини од 588 м.

## Становништво
Према резултатима пописа становништва 2011. у општини је живело 1.102 становника.
| 1951. | 1961. | 1971. | 1981. | 1991. | 2001. | 2011. |
| ----- | ----- | ----- | ----- | ----- | ----- | ----- |
| 3.347 | 2.840 | 2.197 | 1.789 | 1.565 | 1.291 | 1.102 |